# Écartèlement

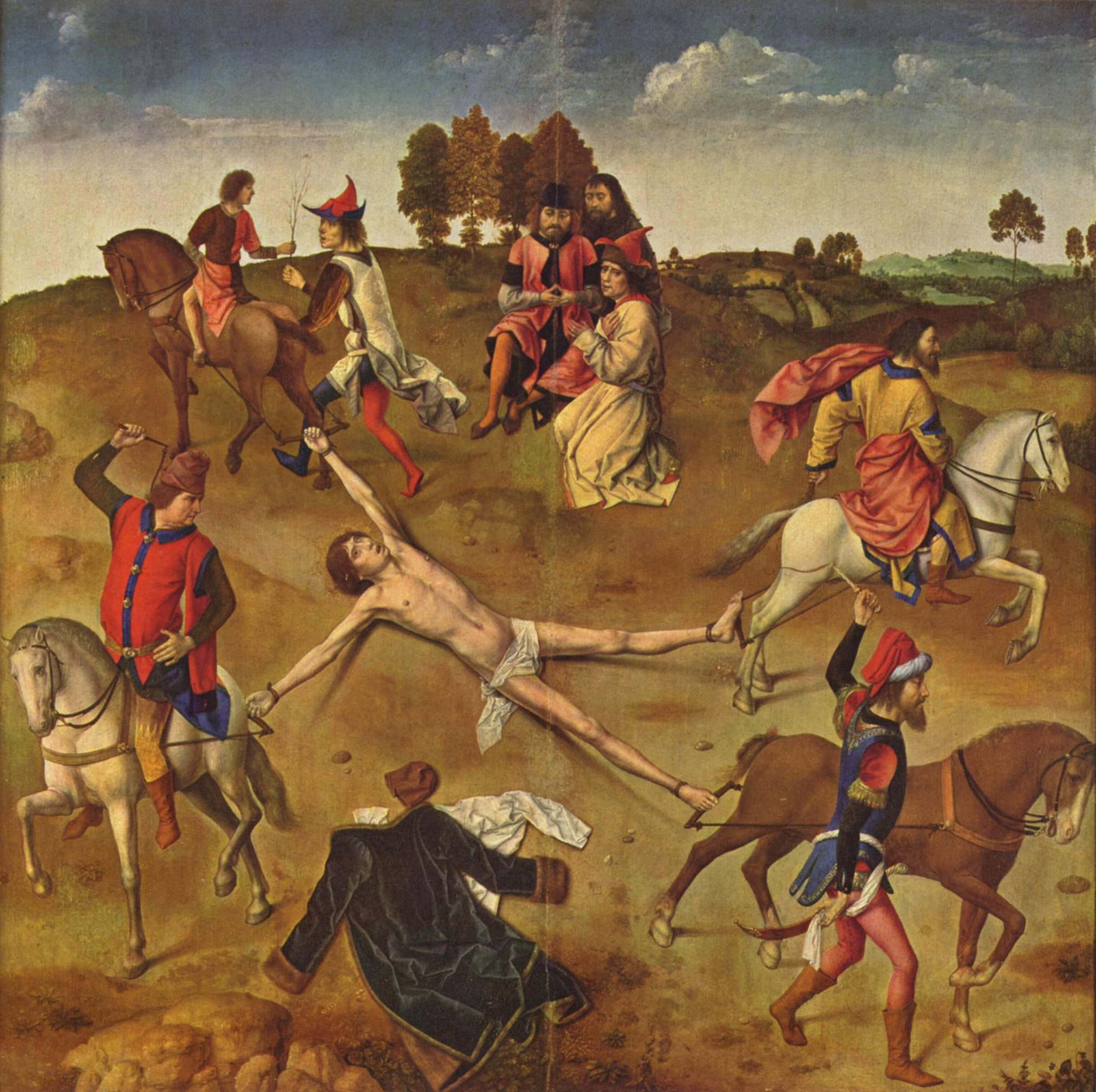
Martyre de saint Hippolyte, tableau de Dirk Bouts (1470-1475).

 (décembre 2024).
Si vous disposez d'ouvrages ou d'articles de référence ou si vous connaissez des sites web de qualité traitant du thème abordé ici, merci de compléter l'article en donnant les références utiles à sa vérifiabilité et en les liant à la section « Notes et références ».
L'écartèlement est un supplice utilisé pour donner la mort par la séparation simultanée des quatre membres du tronc du corps humain. Il servait également dans le cadre de la torture judiciaire.

## Présentation

### Ecartèlement dans l'Antiquité
En Égypte antique des Pharaons, l'écartèlement de pilleurs de tombeaux royaux, ou de hauts dignitaires, fut pratiqué surtout pendant l'époque de quelques dynasties du haut Empire. La pratique continuera au moins jusqu'à la dynastie des Ptolémées.   
L'écartèlement était pratiqué par les Perses Achéménides et les Romains.

### Écartèlement au début du Moyen Âge
À l'époque des invasions barbares, certaines légendes relataient l'usage de l'écartèlement, par exemple pour la reine Brunehaut.

### Écartèlement en France, sous l'Ancien Régime
En France, la cruauté de ce supplice le réservait à des crimes exceptionnellement graves. Sous l'Ancien Régime, il était destiné aux régicides. Avant que son corps fût rompu par écartèlement, le condamné était dénudé. On liait ses membres aux quatre chevaux de trait ; puis on pratiquait des entailles aux jointures, afin de faciliter la rupture ; parfois la main qui avait tenu l'arme du crime était brûlée au soufre. Le corps devait être attaché à un support au niveau du tronc pour que les quatre membres pussent être arrachés, sinon il en restait un, les autres ayant lâché avant, et le corps partait avec le membre.
L'un des célèbres écartelés en France est François Ravaillac, condamné pour l'assassinat du roi Henri IV.
L'écartèlement fut aboli par le Code pénal du 25 septembre 1791.

### Écartèlement en Asie

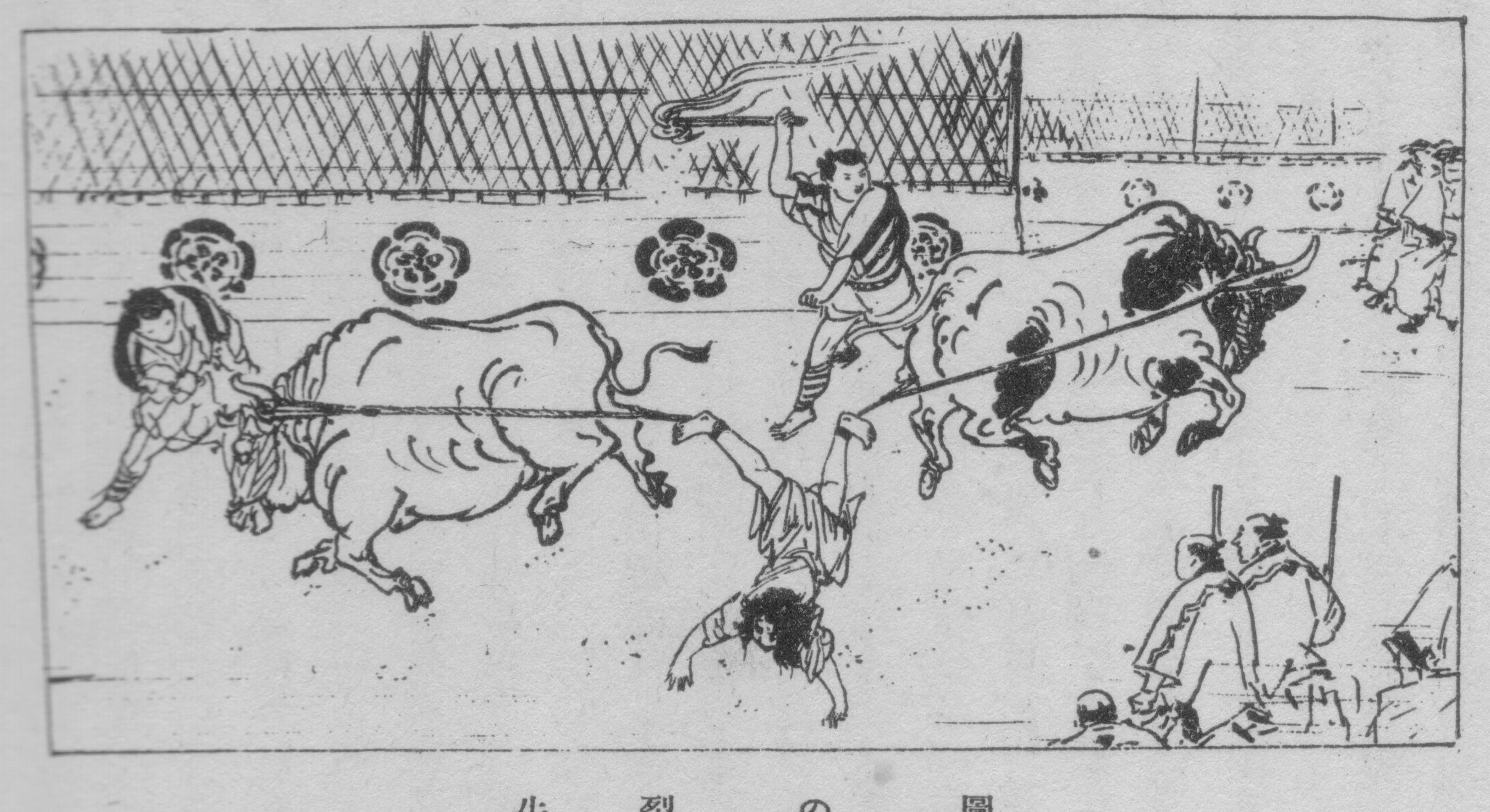
Écartèlement par des bœufs au Japon.

En Asie et particulièrement en Inde, il était parfois utilisé avec des éléphants, notamment avant une exécution[C'est-à-dire ?].

### Époque contemporaine
En 1814, un certain Pierre Dumollard (père du tueur en série français Martin Dumollard), fut exécuté par écartèlement à Padoue (Italie) par des soldats hongrois de l'armée austro-hongroise.

## L'écartèlement en tant que torture
Si l'écartèlement est principalement un mode d'exécution, il fut aussi utilisé dans le cadre de la torture, principalement judiciaire mais aussi religieuse. On remplaçait les animaux par un chevalet, c'est-à-dire une table en bois avec une roue (des cylindres plus exactement) à chaque extrémité. Les deux cylindres servent à tendre progressivement les cordes qui lient les quatre membres de la victime. En général, cette torture était utilisée seule, sans brûlure ni entaille, mais parfois la table était munie de lames qui coupaient le dos de la victime. L'écartement pouvait atteindre de 10 à 15 centimètres. La victime mourait par arrêt cardiaque ou par asphyxie.

## Écartelés célèbres

### Personnages historiques
- 1536 : Sebastiano de Montecuculli, comte piémontais et commissaire de Charles Quint, soupçonné d'avoir empoisonné le dauphin et fils aîné de François Ier, François de France.
- 1548 : François de Lavergne, l'un des principaux chefs de la conjuration de Bordeaux.
- 1563 : Jean de Poltrot de Méré, gentilhomme de l'Angoumois qui assassina le duc François de Guise.
- 1582 : Nicolas de Salcède, soudoyé pour assassiner François de France, duc d'Anjou, et saisi peu avant de commettre l'acte.
- 1589 : Jacques Clément, religieux dominicain, assassin du roi Henri III (toutefois son cadavre seulement, post mortem, ayant été tué dans la foulée de l'attentat). Le Père François Bourgoing, accusé d'avoir incité le régicide, subit le même sort.
- 1594 : Jean Châtel, jeune homme de 19 ans, auteur d'une tentative d'assassinat du roi Henri IV.
- 1606 : Philibert Blondel, syndic de la garde de Genève lors de la nuit de l'Escalade. Accusé de trahison, probablement à la suite de la vindicte populaire.
- 1610 : François Ravaillac, assassin du roi Henri IV.
- 1740 : Pierre Péquignat, meneur d'une révolte paysanne en Suisse (écartèlement du corps, mais après avoir été décapité).
- 1757 : Robert François Damiens, auteur d'une tentative d'assassinat du roi Louis XV.
- 1781 : Túpac Amaru II, chef d'un mouvement de rébellion amérindienne contre les colons espagnols au Pérou, a été écartelé et décapité.
- 1844 : Carlota, cheffe d'un mouvement de rébellion d'esclaves cubains

### Personnages de fiction
- Mettius Fufetius, dictateur légendaire d'Albe, écartelé pour trahison par le roi de Rome Tullus Hostilius.
- Cloridric, personnage d'Astérix et interprète du terrible chef goth Téléféric, condamné à être écartelé pour avoir menti et trahi son chef. Mais la potion magique du célèbre druide gaulois Panoramix le rend invincible et l'opération échoue[3].
- Ganelon, personnage de La Chanson de Roland, écartelé pour trahison.